# Eisschnelllauf-Mehrkampfweltmeisterschaft 2009

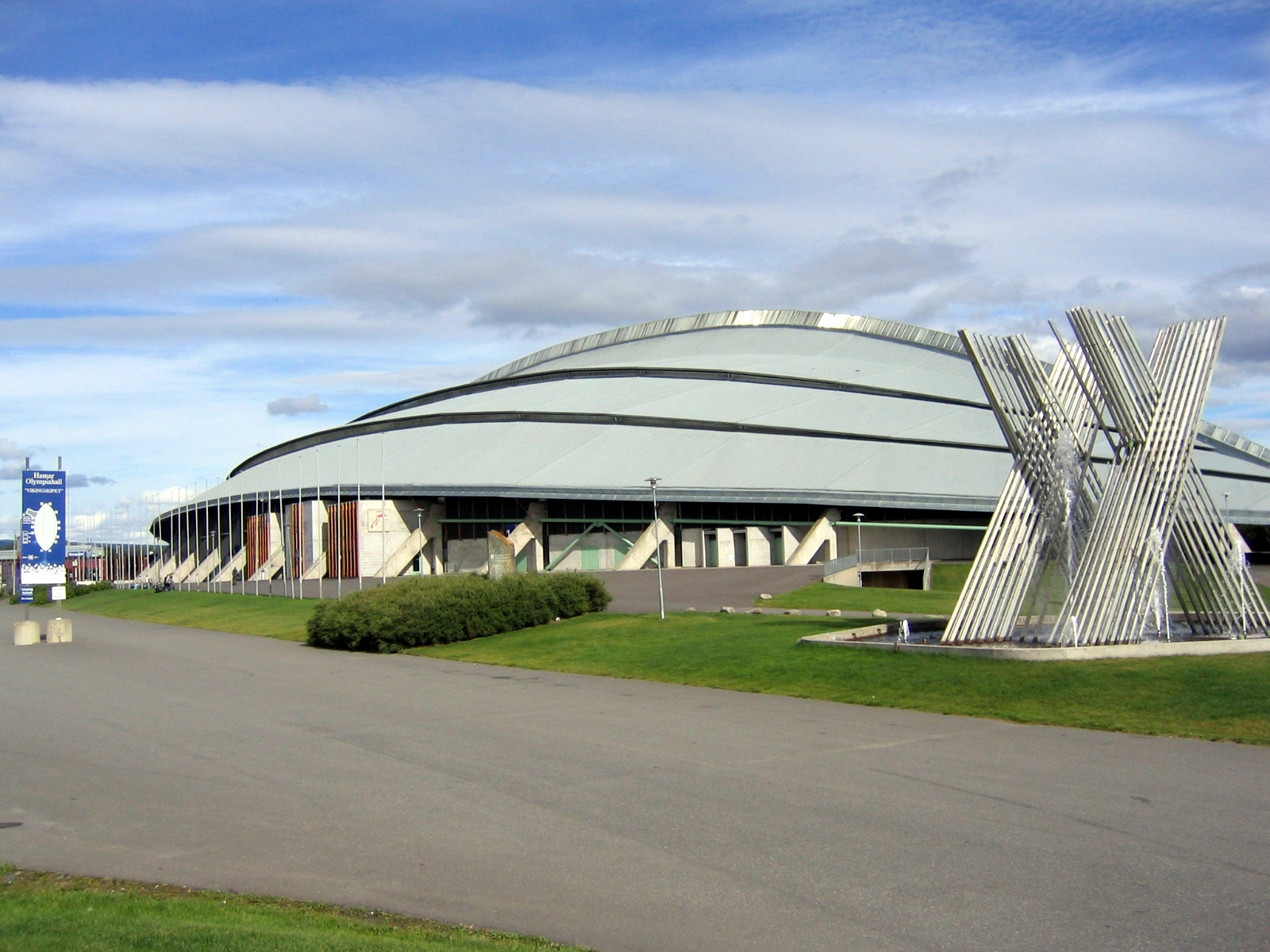
Vikingskipet – das „Wikingerschiff“ in Hamar

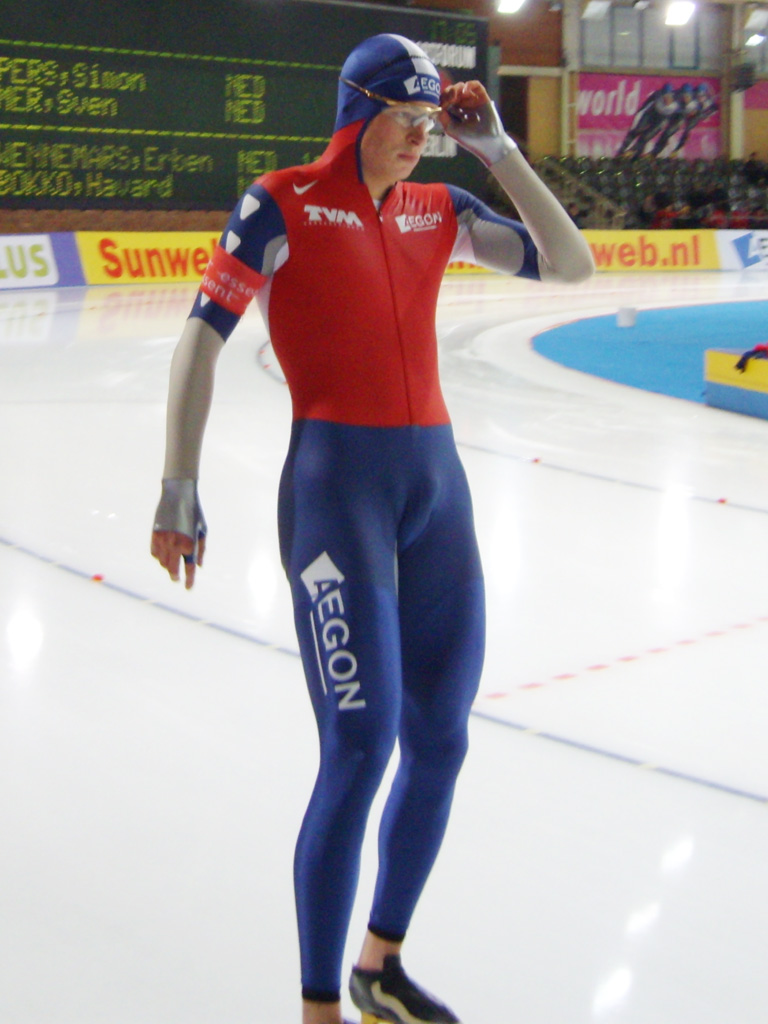
Mehrkampfweltmeister
Sven Kramer

Die 103. Mehrkampfweltmeisterschaft (67. der Frauen) wurde am 7. und 8. Februar 2009 im norwegischen Hamar ausgetragen.

## Teilnehmende Nationen
- 48 Sportler aus 14 Nationen kamen, um unter sich den Mehrkampfweltmeister zu ermitteln

| Teilnehmende Nationen                   | Teilnehmende Nationen              | Teilnehmende Nationen               | Teilnehmende Nationen       |
| --------------------------------------- | ---------------------------------- | ----------------------------------- | --------------------------- |
| Österreich Kanada Tschechien Frankreich | Deutschland Italien Japan Südkorea | Niederlande Norwegen Polen Russland | Schweden Vereinigte Staaten |

## Wettbewerb
Bei der Mehrkampfweltmeisterschaft geht es über jeweils vier Distanzen. Die Frauen laufen 500, 3000, 1500 und 5000 Meter und die Männer 500, 5000, 1500 und 10.000 Meter. Jede gelaufene Einzelstreckenzeit wird in Sekunden auf 500 Meter heruntergerechnet und addiert. Die Summe ergibt die Gesamtpunktzahl. Die zwölf besten Frauen und Männer nach drei Strecken werden für die letzte Distanz zugelassen. Meister wird, wer nach vier Strecken die niedrigste Gesamtpunktzahl erlaufen hat.

### Frauen

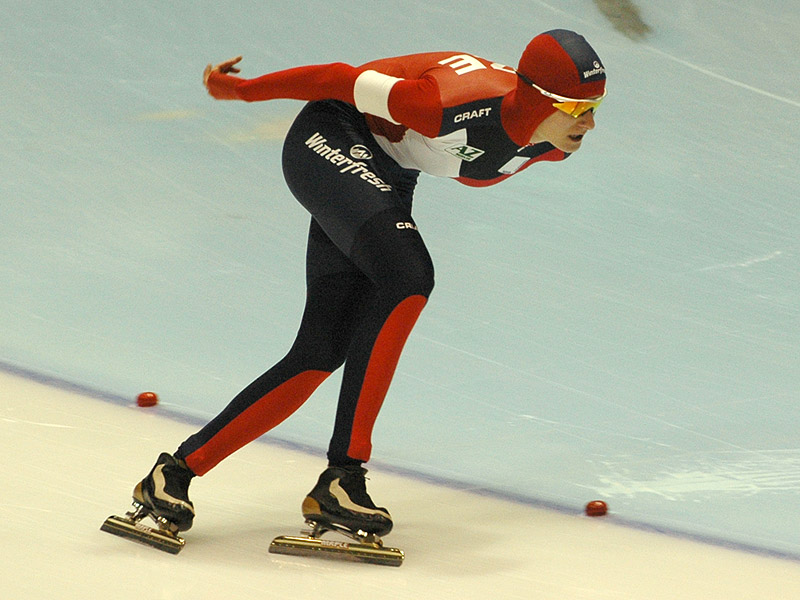
Mehrkampf-Weltmeisterin
Martina Sáblíková

#### Endstand Kleiner Vierkampf
- Zeigt die zwölf erfolgreichsten Sportlerinnen der Mehrkampf-WM (Finalteilnahme über 5000 Meter)
  - Die Zahl in Klammern gibt die Platzierung je Einzelstrecke an, fett gedruckt die jeweils Schnellste.

| Rang | Name                 | 500 Meter/ Pkt. | 3000 Meter   | Pkt.  | 1500 Meter   | Pkt.  | 5000 Meter   | Pkt.  | Gesamt- punkte |
| ---- | -------------------- | --------------- | ------------ | ----- | ------------ | ----- | ------------ | ----- | -------------- |
| 1    | Martina Sáblíková    | 40,28 (10)      | 4:01,90 (1)  | 40,31 | 1:58,40 (8)  | 39,46 | 6:55,54 (1)  | 41,55 | 161,616        |
| 2    | Kristina Groves      | 39,71 (4)       | 4:06,23 (5)  | 41,03 | 1:56,17 (1)  | 38,72 | 7:07,93 (4)  | 42,79 | 162,264        |
| 3    | Ireen Wüst           | 39,61 (3)       | 4:07,98 (7)  | 41,33 | 1:56,78 (3)  | 38,92 | 7:17,73 (8)  | 43,77 | 163,639        |
| 4    | Masako Hozumi        | 40,89 (16)      | 4:08,09 (8)  | 41,34 | 1:57,73 (5)  | 39,24 | 7:03,56 (2)  | 42,35 | 163,837        |
| 5    | Jorien Voorhuis      | 40,5 (13)       | 4:06,58 (6)  | 41,09 | 1:57,62 (4)  | 39,20 | 7:14,39 (6)  | 43,43 | 164,241        |
| 6    | Christine Nesbitt    | 38,87 (1)       | 4:10,81 (13) | 41,80 | 1:56,49 (2)  | 38,83 | 7:27,45 (11) | 44,74 | 164,246        |
| 7    | Paulien van Deutekom | 39,99 (7)       | 4:05,88 (3)  | 40,98 | 1:58,29 (7)  | 39,43 | 7:21,63 (10) | 44,16 | 164,563        |
| 8    | Renate Groenewold    | 40,3 (11)       | 4:05,61 (2)  | 40,93 | 1:59,68 (14) | 39,89 | 7:15,13 (7)  | 43,51 | 164,641        |
| 9    | Brittany Schussler   | 40,07 (8)       | 4:09,94 (11) | 41,65 | 1:58,56 (9)  | 39,52 | 7:19,50 (9)  | 43,95 | 165,196        |
| 10   | Maren Haugli         | 41,36 (20)      | 4:08,94 (9)  | 41,49 | 1:59,43 (13) | 39,81 | 7:11,21 (5)  | 43,12 | 165,781        |
| 11   | Alla Schabanowa      | 39,53 (2)       | 4:17,08 (21) | 42,84 | 1:58,64 (11) | 39,54 | 7:39,88 (12) | 45,98 | 167,910        |
| 12   | Stephanie Beckert    | 43,07 (24)      | 4:09,37 (10) | 41,56 | 2:03,16 (22) | 41,05 | 7:05,13 (3)  | 42,51 | 168,197        |

#### 500 Meter
| Platz | Name                 | Land        | Zeit/Pkt. |  |
| ----- | -------------------- | ----------- | --------- |  |
| 1     | Christine Nesbitt    | Kanada      | 38,87     |  |
| 2     | Alla Schabanowa      | Russland    | 39,53     |  |
| 3     | Ireen Wüst           | Niederlande | 39,61     |  |
| 4     | Kristina Groves      | Kanada      | 39,71     |  |
| 5     | Claudia Pechstein    | Deutschland | 39,74     |  |
| 6     | Jekaterina Sjikhova  | Russland    | 39,83     |  |
| 7     | Paulien van Deutekom | Niederlande | 39,99     |  |
| 8     | Brittany Schussler   | Kanada      | 40,07     |  |
| 9     | Maki Tabata          | Japan       | 40,12     |  |
| 10    | Martina Sáblíková    | Tschechien  | 40,28     |  |
|       |                      |             |           |  |
| 15    | Lucille Opitz        | Deutschland | 40,77     |  |
| 17    | Isabell Ost          | Deutschland | 40,91     |  |
| 19    | Anna Rokita          | Österreich  | 41,29     |  |

#### 3000 Meter
| Platz | Name                 | Land        | Zeit    | Punkte |
| ----- | -------------------- | ----------- | ------- | ------ |
| 1     | Martina Sáblíková    | Tschechien  | 4:01,90 | 40,31  |
| 2     | Renate Groenewold    | Niederlande | 4:05,61 | 40,93  |
| 3     | Paulien van Deutekom | Niederlande | 4:05,88 | 40,98  |
| 4     | Claudia Pechstein    | Deutschland | 4:06,00 | 41,00  |
| 5     | Kristina Groves      | Kanada      | 4:06,23 | 41,03  |
| 6     | Jorien Voorhuis      | Niederlande | 4:06,58 | 41,09  |
| 7     | Ireen Wüst           | Niederlande | 4:07,98 | 41,33  |
| 8     | Masako Hozumi        | Japan       | 4:08,09 | 41,34  |
| 9     | Maren Haugli         | Norwegen    | 4:08,94 | 41,49  |
| 10    | Stephanie Beckert    | Deutschland | 4:09,37 | 41,56  |

#### 1500 Meter
| Platz | Name                 | Land        | Zeit    | Punkte |
| ----- | -------------------- | ----------- | ------- | ------ |
| 1     | Kristina Groves      | Kanada      | 1:56,17 | 38,72  |
| 2     | Christine Nesbitt    | Kanada      | 1:56,49 | 38,83  |
| 3     | Ireen Wüst           | Niederlande | 1:56,78 | 38,92  |
| 4     | Jorien Voorhuis      | Niederlande | 1:57,62 | 39,20  |
| 5     | Masako Hozumi        | Japan       | 1:57,73 | 39,24  |
| 6     | Maki Tabata          | Japan       | 1:58,21 | 39,40  |
| 7     | Paulien van Deutekom | Niederlande | 1:58,29 | 39,43  |
| 8     | Martina Sáblíková    | Tschechien  | 1:58,40 | 39,46  |
| 9     | Brittany Schussler   | Kanada      | 1:58,56 | 39,52  |
| 10    | Katarzyna Wójcicka   | Polen       | 1:58,61 | 39,53  |
|       |                      |             |         |        |
| 17    | Lucille Opitz        | Deutschland | 2:01,05 | 40,35  |
| 20    | Isabell Ost          | Deutschland | 2:02,14 | 40,71  |

#### 5000 Meter
| Platz | Name                 | Land        | Zeit    | Punkte |
| ----- | -------------------- | ----------- | ------- | ------ |
| 1     | Martina Sáblíková    | Tschechien  | 6:55,54 | 41,55  |
| 2     | Masako Hozumi        | Japan       | 7:03,56 | 42,35  |
| 3     | Stephanie Beckert    | Deutschland | 7:05,13 | 42,51  |
| 4     | Kristina Groves      | Kanada      | 7:07,93 | 42,79  |
| 5     | Maren Haugli         | Norwegen    | 7:11,21 | 43,12  |
| 6     | Jorien Voorhuis      | Niederlande | 7:14,39 | 43,43  |
| 7     | Renate Groenewold    | Niederlande | 7:15,13 | 43,51  |
| 8     | Ireen Wüst           | Niederlande | 7:17,73 | 43,77  |
| 9     | Brittany Schussler   | Kanada      | 7:19,50 | 43,95  |
| 10    | Paulien van Deutekom | Niederlande | 7:21,63 | 44,16  |

### Männer

#### Endstand Großer Vierkampf
- Zeigt die zwölf erfolgreichsten Sportler der Mehrkampf-WM (Finalteilnahme über 10.000 Meter)

| Rang | Name                | 500 Meter/ Pkt. | 5000 Meter       | Pkt.  | 1500 Meter   | Pkt.  | 10.000 Meter  | Pkt.  | Gesamt- punkte |
| ---- | ------------------- | --------------- | ---------------- | ----- | ------------ | ----- | ------------- | ----- | -------------- |
| 1    | Sven Kramer         | 36,33 (6)       | 6:09,74 (1) (CR) | 36,97 | 1:45,01 (2)  | 35,00 | 13:05,21 (1)  | 39,26 | 147,567 (ER)   |
| 2    | Håvard Bøkko        | 35,99 (2)       | 6:15,94 (2)      | 37,59 | 1:44,83 (1)  | 34,94 | 13:11,01 (2)  | 39,55 | 148,077        |
| 3    | Enrico Fabris       | 36,21 (5)       | 6:20,31 (3)      | 38,03 | 1:45,59 (5)  | 35,19 | 13:20,65 (3)  | 40,03 | 149,469        |
| 4    | Wouter Olde Heuvel  | 36,65 (11)      | 6:22,60 (4)      | 38,26 | 1:46,44 (7)  | 35,48 | 13:24,93 (4)  | 40,24 | 150,636        |
| 5    | Trevor Marsicano    | 36,49 (9)       | 6:24,89 (6)      | 38,48 | 1:45,37 (3)  | 35,12 | 13:37,56 (8)  | 40,87 | 150,980        |
| 6    | Chad Hedrick        | 36,06 (4)       | 6:30,43 (10)     | 39,04 | 1:45,67 (6)  | 35,22 | 13:46,27 (10) | 41,31 | 151,639        |
| 7    | Denny Morrison      | 35,55 (1)       | 6:33,09 (13)     | 39,30 | 1:45,38 (4)  | 35,12 | 14:04,61 (11) | 42,23 | 152,215        |
| 8    | Iwan Skobrew        | 36,99 (14)      | 6:25,29 (7)      | 38,52 | 1:49,12 (17) | 36,37 | 13:36,08 (7)  | 40,80 | 152,696        |
| 9    | Sverre Haugli       | 37,57 (20)      | 6:24,55 (5)      | 38,45 | 1:48,25 (15) | 36,08 | 13:35,64 (6)  | 40,78 | 152,890        |
| 10   | Tom Prinsen         | 37,17 (17)      | 6:31,18 (11)     | 39,11 | 1:48,13 (14) | 36,04 | 13:39,94 (9)  | 40,99 | 153,328        |
| 11   | Carl Verheijen      | 38,78 (22)      | 6:26,17 (8)      | 38,61 | 1:47,82 (13) | 35,94 | 13:26,84 (5)  | 40,34 | 153,679        |
| 12   | Konrad Niedźwiedzki | 36,04 (3)       | 6:37,13 (17)     | 39,71 | 1:46,45 (8)  | 35,48 | 14:19,18 (12) | 42,95 | 154,195        |

#### 500 Meter
| Platz | Name                | Land               | Zeit/Pkt. |  |
| ----- | ------------------- | ------------------ | --------- |  |
| 1     | Denny Morrison      | Kanada             | 35,55     |  |
| 2     | Håvard Bøkko        | Norwegen           | 35,99     |  |
| 3     | Konrad Niedźwiedzki | Polen              | 36,04     |  |
| 4     | Chad Hedrick        | Vereinigte Staaten | 36,06     |  |
| 5     | Enrico Fabris       | Italien            | 36,21     |  |
| 6     | Sven Kramer         | Niederlande        | 36,33     |  |
| 7     | Brian Hansen        | Vereinigte Staaten | 36,39     |  |
| 8     | Robert Lehmann      | Deutschland        | 36,46     |  |
| 9     | Trevor Marsicano    | Vereinigte Staaten | 36,49     |  |
| 10    | Joel Eriksson       | Schweden           | 36,51     |  |
|       |                     |                    |           |  |
| 16    | Tobias Schneider    | Deutschland        | 37,12     |  |

#### 5000 Meter
| Platz | Name               | Land               | Zeit         | Pkt.  |
| ----- | ------------------ | ------------------ | ------------ | ----- |
| 1     | Sven Kramer        | Niederlande        | 6:09,74 (CR) | 36,97 |
| 2     | Håvard Bøkko       | Norwegen           | 6:15,94      | 37,59 |
| 3     | Enrico Fabris      | Italien            | 6:20,31      | 38,03 |
| 4     | Wouter Olde Heuvel | Niederlande        | 6:22,60      | 38,26 |
| 5     | Sverre Haugli      | Norwegen           | 6:24,55      | 38,45 |
| 6     | Trevor Marsicano   | Vereinigte Staaten | 6:24,89      | 38,48 |
| 7     | Iwan Skobrew       | Russland           | 6:25,29      | 38,52 |
| 8     | Carl Verheijen     | Niederlande        | 6:26,17      | 38,61 |
| 9     | Øystein Grødum     | Norwegen           | 6:30,01      | 39,00 |
| 10    | Chad Hedrick       | Vereinigte Staaten | 6:30,43      | 39,04 |
|       |                    |                    |              |       |
| 14    | Tobias Schneider   | Deutschland        | 6:33,98      | 39,39 |
| 16    | Robert Lehmann     | Deutschland        | 6:35,19      | 39,51 |

#### 1500 Meter
| Platz | Name                | Land               | Zeit    | Pkt.  |
| ----- | ------------------- | ------------------ | ------- | ----- |
| 1     | Håvard Bøkko        | Norwegen           | 1:44,83 | 34,94 |
| 2     | Sven Kramer         | Niederlande        | 1:45,01 | 35,00 |
| 3     | Trevor Marsicano    | Vereinigte Staaten | 1:45,37 | 35,12 |
| 4     | Denny Morrison      | Kanada             | 1:45,38 | 35,12 |
| 5     | Enrico Fabris       | Italien            | 1:45,59 | 35,19 |
| 6     | Chad Hedrick        | Vereinigte Staaten | 1:45,67 | 35,22 |
| 7     | Wouter Olde Heuvel  | Niederlande        | 1:46,44 | 35,48 |
| 8     | Konrad Niedźwiedzki | Polen              | 1:46,45 | 35,48 |
| 9     | Lucas Makowsky      | Kanada             | 1:47,28 | 35,76 |
| 10    | Robert Lehmann      | Deutschland        | 1:47,31 | 35,77 |
|       |                     |                    |         |       |
| 11    | Tobias Schneider    | Deutschland        | 1:47,48 | 35,82 |

#### 10.000 Meter
| Platz | Name               | Land               | Zeit     | Pkt.  |
| ----- | ------------------ | ------------------ | -------- | ----- |
| 1     | Sven Kramer        | Niederlande        | 13:05,21 | 39,26 |
| 2     | Håvard Bøkko       | Norwegen           | 13:11,01 | 39,55 |
| 3     | Enrico Fabris      | Italien            | 13:20,65 | 40,03 |
| 4     | Wouter Olde Heuvel | Niederlande        | 13:24,93 | 40,24 |
| 5     | Carl Verheijen     | Niederlande        | 13:26,84 | 40,34 |
| 6     | Sverre Haugli      | Norwegen           | 13:35,64 | 40,78 |
| 7     | Iwan Skobrew       | Russland           | 13:36,08 | 40,80 |
| 8     | Trevor Marsicano   | Vereinigte Staaten | 13:37,56 | 40,87 |
| 9     | Tom Prinsen        | Niederlande        | 13:39,94 | 40,99 |
| 10    | Chad Hedrick       | Vereinigte Staaten | 13:46,27 | 41,31 |